# Ответственное кредитование
Ответственное кредитование — в потребительском кредитовании совокупность принципов, которых должен придерживаться кредитор, чтобы обеспечить заёмщику возможность принятия взвешенного и обдуманного решения. 
Ответственное кредитование противостоит хищническому, или кабальному кредитованию, при котором кредитор стремится выдать как можно больше кредитов, пользуясь недостатком информации о кредите или недостатком финансовой грамотности у заёмщика. Практика ответственного кредитования возлагает часть ответственности за принятие заёмщиком взвешенного решения на кредитора, который должен заботиться о прозрачности условий кредитного договора.

## Экономический смысл
Условия кредитного договора могут быть непрозрачными для заёмщика, которому трудно оценить все правовые и финансовые последствия заключения такого договора в силу отсутствия достаточной квалификации. Ситуация, когда одна из сторон знает об обстоятельствах сделки больше, чем другая, называется информационной асимметрией. Информационная асимметрия часто ведёт к тому, что более осведомлённая сторона оказывается в более выгодном положении и может зарабатывать информационную ренту за счёт другой стороны. Примером использования неосведомлённости заёмщика может служить хищническое (кабальное) кредитование. Кредитор может создавать иллюзию простоты получения и обслуживания кредита за счёт упрощения процедуры выдачи и сокрытия существенных условий договора. Такая практика лишает заёмщика возможности принимать рациональные взвешенные решения и может вести к закредитованности. 
Кабальное кредитование и закредитованность нарушает принципы финансовой доступности, то есть свободного доступа к рынку финансовых услуг. Свободный доступ к рынку финансовых услуг необходим для нормального экономического развития.
Проблема информационной асимметрии может решаться с помощью государства, которое устанавливает различные стандарты раскрытия информации, в том числе на финансовом рынке. Непрозрачность условий кредитного договора может преодолеваться двумя способами:
1. Повышение финансовой грамотности заёмщиков.
2. Внедрение принципов ответственного кредитования, которых должны придерживаться кредиторы. Например, кредиторы должны раскрывать информацию о полной стоимости кредита.

## Принципы ответственного кредитования
Политика в области ответственного кредитование преследует четыре цели: обеспечение финансовой доступности, стабильность финансового сектора, добросовестность поставщиков финансовых услуг (кредиторов), защита прав потребителей финансовых услуг. Более конкретно цели означают следующее:
- потребительские кредиты широко доступны (инклюзивность);
- потребительские кредиты предлагаются устойчиво функционирующей финансовой системой с качественным риск-менеджментом (стабильность);
- потребительские кредиты предлагаются надлежаще лицензированными институтами, которые находятся под надзором (добросовестность);
- потребителям предоставляется вся необходимая информация, которые они умеют использовать для принятия взвешенных решений; потребители защищены от нечестных и агрессивных практик (защита потребителей).

Принципы ответственного кредитования предъявляют три базовых требования к поставщикам финансовых услуг:
- чёткое раскрытие ключевой информации до, во время и после осуществления сделки;
- справедливое и этичное отношение к клиентам;
- обеспечение механизмов обращения за помощью для действенного исправления ошибок, рассмотрения жалоб и разрешения споров.